# Валитов, Загир Суфиянович
Заги́р Суфия́нович Вали́тов (баш. Вәлитов Заһир Суфиян улы; 1 ноября 1940 — 17 февраля 2019, Уфа) — российский актёр.
Народный артист Башкирской АССР (1984). Заслуженный артист РСФСР (1989). Народный артист Российской Федерации (2000).

## Биография
Валитов Загир Суфиянович родился 1 ноября 1940 года в деревне Валитово Юмагузинского района Башкирской АССР.
С 1960 по 1964 годы учился в Уфимском училище искусств на актёрском отделении.
В 1986 году окончил театральное отделение Уфимского государственного института искусств.
В 1964—1970 годах работал в Сибайском театре драмы.
С 1970 года работал в Башкирском академическом театре драмы имени М.Гафури.
Скончался в Уфе 17 февраля 2019 года после продолжительной болезни.

## Роли в спектаклях
Дервиш («В ночь лунного затмения» М. Карима), Ильяса («Тополёк мой в красной косынке» по одноимённой повести Ч.Айтматова), Марата («Мой бедный Марат» А.Арбузова), Умеркая («Взлёт, или Юность Мусы Джалиля» Н.Асанбаева), Аптряй («Дикие гуси» Р.Сафина), Вали («Неотосланные письма» Аделя Кутуя — Р.Исрафилова), Яхъя, Хазбулат («Матери ждут сыновей» А.Мирзагитова), Илеш («Салават. Семь сновидений сквозь явь»), Гефест («Не бросай огонь, Прометей!»), Поэт («И судьба — не судьба!»), Хомичук («Помилование») — все Карима; Сагадеев («Тринадцатый председатель» — «Последний патриарх» А.Абдуллина).

## Награды и звания
- Народный артист Российской Федерации (2000)
- Заслуженный артист РСФСР (1989)
- Народный артист Башкирской АССР (1984)
- Заслуженный артист Башкирской АССР (1976)
- Премия имени Салавата Юлаева (1981)